# Portrait de l'artiste avec sa famille
Le Portrait de l'artiste avec sa famille est une huile sur toile de Jacob Jordaens (1593-1678) conservée au musée de l'Ermitage de Saint-Pétersbourg.
Elle appartenait au XVIIIe siècle au duc de Portland, puis entra à la collection Horace Walpole dans son château de Houghton Hall et fut vendue en 1779 après sa mort au musée impérial de l'Ermitage, sous le règne de Catherine II. La toile était attribuée alors à Adam van Noort, beau-père et maître de Jordaens. Ce n'est que plus tard que les personnages furent identifiés: à gauche, Jordaens s'est représenté en train de jouer du luth à côté de son père. À droite, se trouve la mère de l'artiste, entourée de ses enfants et sa fille cadette sur les genoux. Les anges en haut symbolisent les âmes des enfants morts. Une servante au fond apporte un plat de fruits.
Jacob Jordaens maîtrise ici parfaitement son art, alors qu'il n'a que vingt-deux ans.
Ce tableau rappelle le Portrait du maître avec la famille d'Adam van Noort (1616), conservé à la Staatliche Kunstsammlungen de Cassel (Hesse).

## Expositions
- Ottawa (1968-1969), Jacob Jordaens
- Léningrad (1972), L'Art du portrait